# Відслонення головинського габро
Відсло́нення голо́винського га́бро — геологічна пам'ятка природи місцевого значення в Україні. Об'єкт природно-заповідного фонду Житомирської області. 
Розташована в межах Черняхівського району Житомирської області, біля села Сліпчиці (східний кар'єр). 
Площа 0,1 га. Статус отриманий у 1998 році. Перебуває у віданні ЗАТ Головинський кар'єр «Граніт». 
Статус надано для збереження частини кар'єру з родовищем унікального сірого середньозернистого габро. Пам'ятка розташована в північно-західній стінці кар'єру.